# Bruno Famin
Bruno Famin (Belfort, 1961) è un dirigente sportivo e ingegnere francese, vice presidente e team principal ad interim dell'Alpine.
È stato direttore tecnico (dal 2005 al 2012) e responsabile (dal 2012 al 2019) di Peugeot Sport. Inoltre è stato (dal 2019 al 2022) direttore delle operazioni della FIA.

## Biografia
Ha conseguito la laurea in ingegneria presso la Scuola Nazionale di Arti di e Mestieri di Parigi. Dopo la laurea nel 1987, è entrato a far parte di SCAC Transport International, una compagnia di spedizioni francese, lavorando nella logistica in Nigeria. Dopo aver proseguito gli studi presso l'École nationale supérieure du pétrole et des moteurs, è entrato in Peugeot Sport nel 1989, dove è entrato a far parte dell'ufficio di progettazione del reparto corse clienti come ingegnere di sviluppo. Durante questo periodo, fu coinvolto nello sviluppo di veicoli come la 905 Spider (versione francese), un'evoluzione della 905, e il veicolo da rally Peugeot 106 (Versione A). Nel 1994 lasciò il reparto corse e passò alla società madre del gruppo Peugeot come project manager in Argentina prima di tornare in Francia nel 2001 al dipartimento di ricerca e sviluppo. Nel 2005 diventa direttore tecnico di Peugeot Sport, durante il quale dirige in modo specifico il progetto di sviluppo della Peugeot 908 HDi FAP fin dalle sue fasi iniziali. 
Nel 2012 è stato nominato responsabile di Peugeot Sport, succedendo a Olivier Quesnel. In quel momento, Peugeot era lontana dalle corse su circuito a causa dell'interruzione della partecipazione alle gare di durata (solo nel 2011) e del completamento dello sviluppo della 908. Famin porterà la Peugeot a vincere la Pikes Peak International Hill Climb nel 2013, la Dakar (vincendola per tre volte consecutive dal 2016 al 2018) e il titolo costruttori della rallycross nel 2015.
Nel 2019, lascia Peugeot Sport e si unisce alla FIA, dove diventa direttore delle operazioni del ramo sportivo. Nel 2021 è diventato Vice Segretario Generale del Dipartimento Competizione della Fia, rimanendo fino al 2022.
Bruno Famin è direttore esecutivo responsabile dello sviluppo del motore per l'Alpine  nel febbraio 2022. Nel luglio 2023, Bruno Famin è stato promosso alla carica di vice presidente e responsabile di Alpine Motorsport, entrando a far parte del comitato direttivo. A seguito del licenziamento di Otmar Szafnauer, il 28 luglio 2023 Famin diventa team principal ad interim dell'Alpine in Formula 1.